# Пупкове (Брянська область)
Пупкове (рос. Пупково) — село в Дятьковському районі Брянської області Російської Федерації.
Населення становить 713 осіб. Входить до складу муніципального утворення Березинське сільське поселення.

## Історія
Від 2005 року входить до складу муніципального утворення Березинське сільське поселення.

## Населення
| 2010 | 2013 |
| ---- | ---- |
| 304  | ↗713 |